# Стежка Хо Ші Міна
Сте́жка Хо Ші Мі́на — прихована мережа доріг з Північного у Південний В'єтнам через сусідні країни (Лаос та Камбоджа), що забезпечувала підкріплення, озброєння, медикаменти та інші припаси В'єтконгу та регулярний військовим з'єднанням Північно-в'єтнамської армії, що воювали у підпіллі під час В'єтнамської війни. Загальна довжина всіх комунікацій складала 16 тисяч кілометрів. Мережа складалася з доріг для вантажівок, річкових переправ, тунелів та піших стежок, де було можливо лише переносити чи перевозити амуніцію на велосипедах. Вздовж Стежки були також розміщенні місця для відпочинку, госпіталі, військові бази, схрони зброї, побудовані переважно під землею зусиллями місцевих жителів та партизанів В'єтконгу.

## Історія
Північно-в'єтнамська армія потребувала постачання амуніції у зону військових дій у Південному В'єтнамі. Мережа мала кодове означення 559, проте стала відомою під американською назвою Стежка Хо Ші Міну. В'єтнамська її назва Ðuong Truong Son (Дорога Стратегічного Постачання).

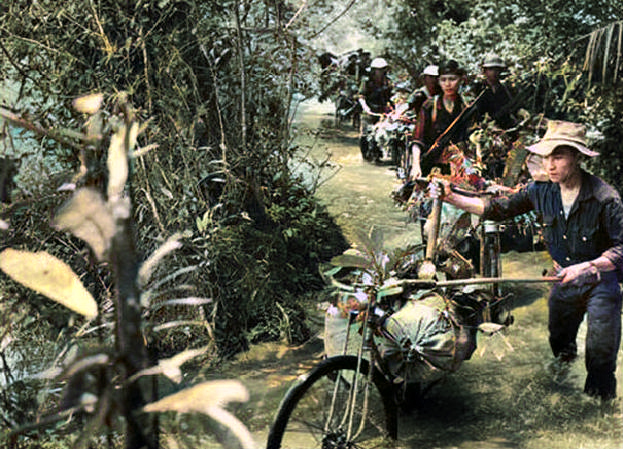
Транспортування на велосипедах

Ще під час війни з Францією партизани В'єтмінь використовували стежки у горах. Масштабне будівництво розпочалося 9-го травня 1959 року 559 Військово-транспортною дивізією Північно-в'єтнамської Армії уже після виводу французьких військ. Спочатку Стежка лише обходила кордон в демілітаризованій зоні на 17 паралелі між Південним та Північним В'єтнамом. З часом мережа доріг розросталася. Лише у 559-тій військово-транспортній дивізії було 6 тис. чоловік не враховуючи охорону та робітників, завербованих з місцевих жителів. Велосипеди та гужовий транспорт поступово витіснявся вантажівками радянського та китайського виробництва. Машини не могли пересуватися по ґрунтових дорогах під час сезону дощів, тому частину їх було заасфальтовано та викладено бруківкою. У 1973 році вантажівки могли подолати увесь шлях від півночі до півдня не виходячи з-під укриття джунглів окрім переїздів на річках.
За даними американської розвідки 5 тисяч ворогів проникло через Стежку у 1961 році, 12 тисяч у 1962, 7 тисяч у 1963, 12 тисяч у 1964. Постачальна спроможність досягала 20-30 тон в день у 1964.
В 1969 році через Лаос проклали пластиковий трубопровід, що перекачував дизельне пальне, гас та бензин. Уздовж нього розміщувалися також насосні станції. У 1970 році він збільшився до 6-ти труб та досяг долини Ашау в Південному В'єтнамі.
Стежку Хо Ши Міна перестали використовувати після падіння Сайгону 1975 року.

## Заходи по знищенню Стежки
Щоб зупинити постійний потік амуніції та підкріплення з Півночі, американські військові та армія Південного В'єтнаму починають будівництво смуги мінних полів та колючого дроту під назвою — Лінія МакНамари. Цей план був відкинутий у 1967 році після безперервних атак В'єтконгу на загони будівельників смуги.
США не могло контролювати велику частину Стежки Хо Ші Міну, оскільки вона проходила по офіційно нейтральних сусідніх Камбоджі та Лаосу. Інтенсивне бомбардування Стежки на території цих країн не зупиняло постійний рух по ній.

Вперше систематичні бомбардування Стежки були запущені під час операції «Бочка» (англ. Barrel Roll) у 1964 році та «Сталевий Тигр» (англ. Steel Tiger) у 1965. 

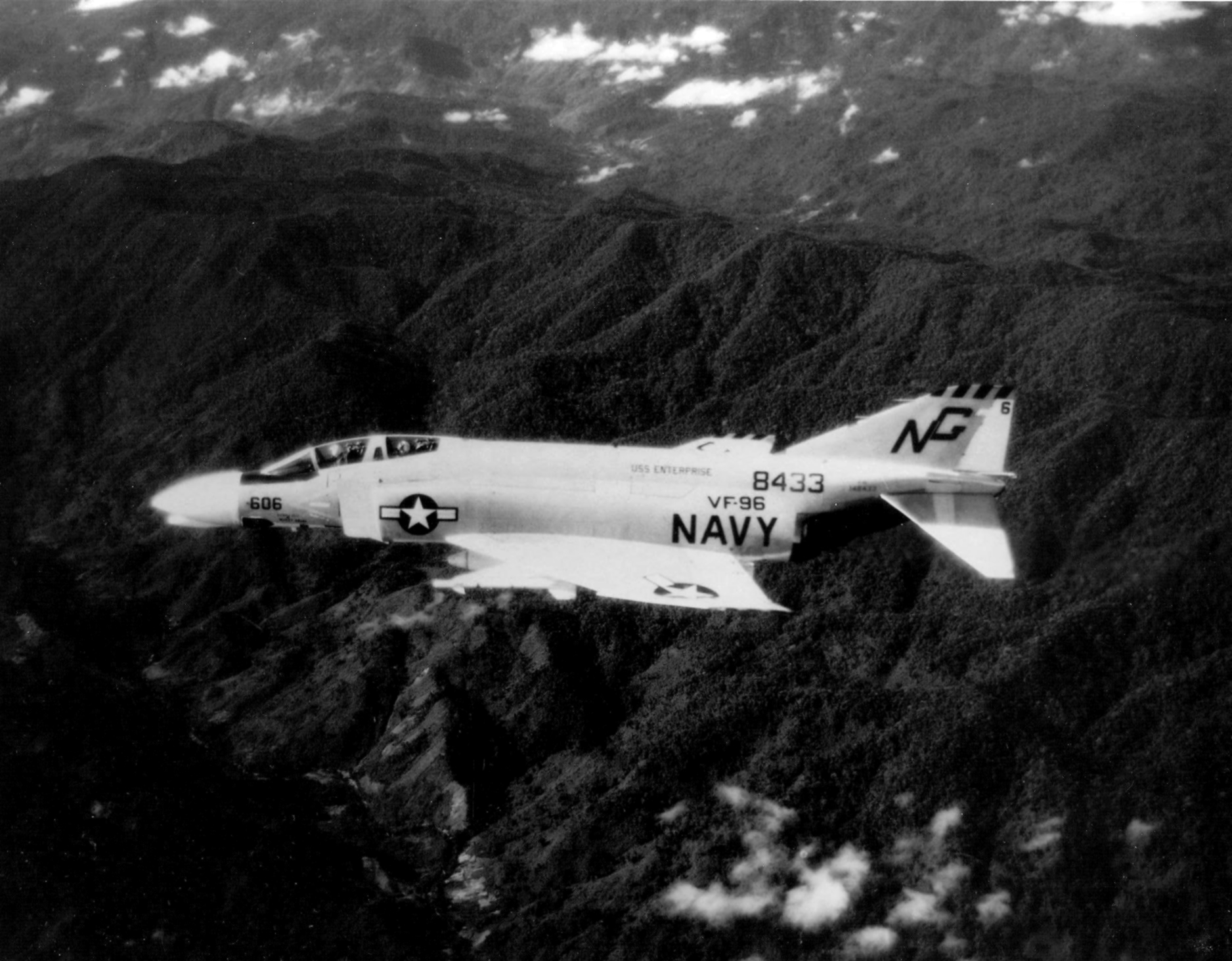
F-4B-8-MC Phantom II у небі Лаосу під час операції «Бочка»

В 1968 році американці та їх союзники розробляють військову операцію «Полювання на диверсанта» (англ. Commando Hunt). Її головною метою було припинення руху по Стежці через Лаос. За час операції авіація США скинула три мільйони бомб, що лише уповільнило пересування стежкою на деякий час. Перешкодами для літаків у знаходженні ворога слугували джунглі, дощі, випаровування та дим від підсічного землеробства.
Під час наземних операцій США та союзники використовували найманців та Королівську Армію Лаосу. У 1961—1962 році на території плато Болавен розгорталися військові дії бійців Королівської Армії Лаосу, головною ціллю яких було послаблення руху по Стежці Хо Ші Міна.

## Стежка у масовій культурі
У 2003 році була випущена гра «В'єтнам: Стежка Хо Ші Міна» (англ. Vietnam: Ho Chi Minh Trail).